# فاون أرديش كلاسيك 2025
فاون أرديش كلاسيك 2025 (بالفرنسية: Ardèche Classic 2025)‏ هو سباق دراجات هوائية، وهو الموسم الخامس والعشرين من كلاسيك سود أرديتشي، وأقيم في 1 مارس 2025 ضمن سباقات سلسلة سباقات الاتحاد الدولي للدراجات للمحترفين 2025.
فاز بالمركز الأول رومان جريجوار، وحلَّ في المركز الثاني Marco Brenner ‏، بينما جاء لورينزو فورتوناتو في المركز الثالث.

## الفرق
| فرق عالمية (13)- UAE Team Emirates XRG - Team Visma \| Lease a Bike - Soudal Quick-Step - Lidl-Trek - Groupama-FDJ - Decathlon AG2R La Mondiale Team - EF Education-EasyPost - Movistar Team - Intermarché-Wanty - Team Picnic-PostNL - Cofidis - Arkéa-B&B Hotels - XDS Astana Team فرق برو (6)- سويس ريسينغ أكادمي ‏ - Lotto - Israel-Premier Tech - Team TotalEnergies - فريق الدراجات Q36.5 ‏ - Unibet Tietema Rockets ‏ فرق قارية (4)- إتش بي بي تي بي – أوبير 93 ‏ - Van Rysel–Roubaix ‏ - CIC U Nantes Atlantique ‏ - Nice Métropole Côte d'Azur ‏ |  |
| |  |

## المشاركون
| UAE Team Emirates XRG UAD | UAE Team Emirates XRG UAD | UAE Team Emirates XRG UAD |
| ------------------------- | ------------------------- | ------------------------- |
| م                         | عداء                      | مرتبة                     |
| 1                         | خوان أيوسو                | 10                        |
| 2                         | براندون ماكنولتي          | 8                         |
| 3                         | Jan Christen ‏             | لم يكمل السباق            |
| 4                         | إسحاق ديل تورو ‏           | 34                        |
| 5                         | Igor Arrieta ‏             | 15                        |
| 6                         | Julius Johansen ‏          | 89                        |
| 7                         | SVK                       | 109                       |

| سويس ريسينغ أكادمي ‏ TUD | سويس ريسينغ أكادمي ‏ TUD | سويس ريسينغ أكادمي ‏ TUD |
| ----------------------- | ----------------------- | ----------------------- |
| م                       | عداء                    | مرتبة                   |
| 11                      | مارك هيرشي              | 24                      |
| 12                      | Marco Brenner ‏          | 2                       |
| 13                      | Yannis Voisard ‏         | 30                      |
| 14                      | Mathys Rondel ‏          | 44                      |
| 15                      | جاكوب أريكسون ‏          | 117                     |
| 16                      | لوكاس أريكسون           | 115                     |
| 17                      | Roland Thalmann ‏        | 73                      |

| Team Visma \| Lease a Bike TVL | Team Visma \| Lease a Bike TVL | Team Visma \| Lease a Bike TVL |
| ------------------------------ | ------------------------------ | ------------------------------ |
| م                              | عداء                           | مرتبة                          |
| 21                             | أتيلا فالتر                    | 32                             |
| 22                             | Cian Uijtdebroeks ‏             | 33                             |
| 23                             | Tijmen Graat ‏                  | 57                             |
| 24                             | Menno Huising ‏                 | 56                             |
| 25                             | ستيفن كرويسفيك                 | 72                             |
| 26                             | Ben Tulett ‏                    | 14                             |
| 27                             | GBR                            | 110                            |

| Soudal Quick-Step SOQ | Soudal Quick-Step SOQ   | Soudal Quick-Step SOQ |
| --------------------- | ----------------------- | --------------------- |
| م                     | عداء                    | مرتبة                 |
| 31                    | Valentin Paret-Peintre ‏ | 21                    |
| 32                    | Ilan Van Wilder ‏        | 22                    |
| 33                    | Junior Lecerf ‏          | 79                    |
| 34                    | Gianmarco Garofoli ‏     | 35                    |
| 35                    | Louis Vervaeke ‏         | 53                    |
| 36                    | Jonathan Vervenne ‏      | 116                   |
| 37                    | بيتر سيري               | 59                    |

| Lidl-Trek LTK | Lidl-Trek LTK     | Lidl-Trek LTK  |
| ------------- | ----------------- | -------------- |
| م             | عداء              | مرتبة          |
| 41            | Mattias Skjelmose | 6              |
| 42            | باوك موليما       | 96             |
| 43            | كوين سيمونز       | 75             |
| 44            | Andrea Bagioli ‏   | 19             |
| 45            | جوليان برنارد     | 95             |
| 46            | تاو غايغن هارت    | لم يكمل السباق |
| 47            | Otto Vergaerde ‏   | 76             |

| Groupama-FDJ GFC | Groupama-FDJ GFC          | Groupama-FDJ GFC |
| ---------------- | ------------------------- | ---------------- |
| م                | عداء                      | مرتبة            |
| 51               | فالنتين مادواس            | 29               |
| 52               | رومان جريجوار             | 1                |
| 53               | Guillaume Martin-Guyonnet | 12               |
| 54               | Tom Donnenwirth ‏          | لم يكمل السباق   |
| 55               | Enzo Paleni ‏              | 114              |
| 56               | ريمي كافانيا              | 94               |
| 57               | Baptiste Grégoire ‏        | لم يكمل السباق   |

| Lotto LOT | Lotto LOT              | Lotto LOT      |
| --------- | ---------------------- | -------------- |
| م         | عداء                   | مرتبة          |
| 61        | Logan Currie ‏          | 112            |
| 62        | إدواردو سيبولفيدا      | 39             |
| 63        | Lorenz Van de Wynkele ‏ | لم يكمل السباق |
| 64        | Henri Vandenabeele ‏    | 45             |
| 65        | روبن تومسون            | لم يكمل السباق |
| 66        | يوناس غريغارد          | 108            |

| Decathlon-AG2R La Mondiale DAT | Decathlon-AG2R La Mondiale DAT | Decathlon-AG2R La Mondiale DAT |
| ------------------------------ | ------------------------------ | ------------------------------ |
| م                              | عداء                           | مرتبة                          |
| 71                             | Aurélien Paret-Peintre ‏        | 13                             |
| 72                             | Clément Berthet ‏               | 54                             |
| 73                             | Bastien Tronchon ‏              | 77                             |
| 75                             | Nicolas Prodhomme ‏             | لم يكمل السباق                 |
| 76                             | Noa Isidore ‏                   | 80                             |
| 77                             | SUI                            | 78                             |

| EF Education-EasyPost EFE | EF Education-EasyPost EFE | EF Education-EasyPost EFE |
| ------------------------- | ------------------------- | ------------------------- |
| م                         | عداء                      | مرتبة                     |
| 82                        | Ben Healy (cyclist) ‏      | 103                       |
| 83                        | آرشي ريان ‏                | لم يكمل السباق            |
| 84                        | ألكساندر سيبيدا           | 46                        |
| 85                        | Samuele Battistella ‏      | لم يكمل السباق            |
| 86                        | Markel Beloki ‏            | لم يكمل السباق            |
| 87                        | Jack Rootkin-Gray ‏        | لم يكمل السباق            |

| Movistar Team MOV | Movistar Team MOV   | Movistar Team MOV |
| ----------------- | ------------------- | ----------------- |
| م                 | عداء                | مرتبة             |
| 91                | إنريك ماس           | 9                 |
| 92                | خافيير رومو ‏        | 7                 |
| 93                | Pelayo Sánchez ‏     | لم يكمل السباق    |
| 94                | Natnael Tesfatsion ‏ | 98                |
| 95                | دافيد فورمولو       | 47                |

| Intermarché-Wanty IWA | Intermarché-Wanty IWA | Intermarché-Wanty IWA |
| --------------------- | --------------------- | --------------------- |
| م                     | عداء                  | مرتبة                 |
| 101                   | Louis Barré ‏          | 11                    |
| 102                   | لويس مينتيس           | 90                    |
| 103                   | Kamiel Bonneu ‏        | 62                    |
| 104                   | Kobe Goossens ‏        | 37                    |
| 105                   | Francesco Busatto ‏    | لم يكمل السباق        |
| 106                   | Gerben Kuypers ‏       | 120                   |
| 107                   | Alexy Faure Prost ‏    | لم يكمل السباق        |

| Team Picnic-PostNL TPP | Team Picnic-PostNL TPP | Team Picnic-PostNL TPP |
| ---------------------- | ---------------------- | ---------------------- |
| م                      | عداء                   | مرتبة                  |
| 111                    | رومان بارديه           | 67                     |
| 113                    | وارن بارجويل           | 17                     |
| 114                    | كريس هاميلتون          | 38                     |
| 115                    | Robbe Dhondt ‏          | 58                     |
| 116                    | رومان كومبو            | 66                     |
| 117                    | Bjoern Koerdt ‏         | لم يكمل السباق         |

| Cofidis COF | Cofidis COF      | Cofidis COF    |
| ----------- | ---------------- | -------------- |
| م           | عداء             | مرتبة          |
| 121         | اليكس ارانبورو   | 16             |
| 122         | خيسوس هييرادة    | 113            |
| 123         | أنتوني بيريز     | 68             |
| 125         | Jonathan Lastra ‏ | 51             |
| 126         | Sam Maisonobe ‏   | 65             |
| 127         | Hugo Toumire ‏    | لم يكمل السباق |
| 127         | سيرجيو ساميتيير  | 87             |

| Arkéa-B&B Hotels ARK | Arkéa-B&B Hotels ARK     | Arkéa-B&B Hotels ARK |
| -------------------- | ------------------------ | -------------------- |
| م                    | عداء                     | مرتبة                |
| 131                  | كليمان فنتوريني          | 61                   |
| 132                  | Raúl García Pierna ‏      | 26                   |
| 133                  | Victor Guernalec ‏        | لم يكمل السباق       |
| 134                  | ميشيل رييس               | 40                   |
| 135                  | Embret Svestad-Bårdseng ‏ | 25                   |
| 136                  | Louis Rouland ‏           | 86                   |
| 136                  | Baptiste Poulard ‏        | 102                  |

| XDS Astana Team XAT | XDS Astana Team XAT  | XDS Astana Team XAT |
| ------------------- | -------------------- | ------------------- |
| م                   | عداء                 | مرتبة               |
| 141                 | كريستيان سكاروني ‏    | 5                   |
| 142                 | Clément Champoussin ‏ | 4                   |
| 143                 | لورينزو فورتوناتو    | 3                   |
| 144                 | Anthon Charmig ‏      | 74                  |
| 145                 | Nicola Conci ‏        | 31                  |
| 146                 | Darren van Bekkum ‏   | لم يكمل السباق      |
| 147                 | Simone Zanini‏        | 60                  |

| Israel-Premier Tech IPT | Israel-Premier Tech IPT | Israel-Premier Tech IPT |
| ----------------------- | ----------------------- | ----------------------- |
| م                       | عداء                    | مرتبة                   |
| 151                     | مايكل وودز              | 18                      |
| 152                     | Matthew Riccitello ‏     | 82                      |
| 153                     | Pier-André Côté ‏        | 105                     |
| 154                     | كريستس نيولاندز         | 81                      |
| 155                     | Floris Van Tricht ‏      | 70                      |
| 156                     | Nadav Raisberg ‏         | 106                     |
| 157                     | Viggo Moore ‏            | 111                     |

| Team TotalEnergies TEN | Team TotalEnergies TEN | Team TotalEnergies TEN |
| ---------------------- | ---------------------- | ---------------------- |
| م                      | عداء                   | مرتبة                  |
| 161                    | Jordan Jegat ‏          | 20                     |
| 162                    | Mathieu Burgaudeau ‏    | 28                     |
| 163                    | Mattéo Vercher ‏        | 63                     |
| 164                    | بيير لاتور             | 104                    |
| 165                    | توماس بونيت            | لم يكمل السباق         |
| 166                    | Alan Jousseaume ‏       | 92                     |
| 167                    | Nicola Marcerou ‏       | 41                     |

| فريق الدراجات Q36.5 ‏ Q36 | فريق الدراجات Q36.5 ‏ Q36 | فريق الدراجات Q36.5 ‏ Q36 |
| ------------------------ | ------------------------ | ------------------------ |
| م                        | عداء                     | مرتبة                    |
| 171                      | Harm Vanhoucke ‏          | 64                       |
| 172                      | ماتيو باديلاتي           | 93                       |
| 173                      | Marcel Camprubí ‏         | لم يكمل السباق           |
| 174                      | Sjoerd Bax ‏              | لم يكمل السباق           |
| 175                      | Walter Calzoni ‏          | 71                       |
| 176                      | Milan Vader ‏             | 43                       |
| 177                      | Xabier Azparren ‏         | 91                       |

| Unibet Tietema Rockets ‏ RKT | Unibet Tietema Rockets ‏ RKT | Unibet Tietema Rockets ‏ RKT |
| --------------------------- | --------------------------- | --------------------------- |
| م                           | عداء                        | مرتبة                       |
| 181                         | جيوفاني كاربوني             | 27                          |
| 182                         | أودد كريستيان إيكينغ        | 85                          |
| 183                         | Adrien Maire ‏               | 107                         |
| 184                         | Sergio Meris ‏               | 52                          |
| 185                         | Adam Ťoupalík ‏              | 97                          |
| 186                         | Killian Verschuren ‏         | 69                          |
| 187                         | Baptiste Huyet ‏             | 88                          |

| إتش بي بي تي بي – أوبير 93 ‏ AUB | إتش بي بي تي بي – أوبير 93 ‏ AUB | إتش بي بي تي بي – أوبير 93 ‏ AUB |
| ------------------------------- | ------------------------------- | ------------------------------- |
| م                               | عداء                            | مرتبة                           |
| 191                             | Nicolas Breuillard ‏             | 42                              |
| 192                             | Théo Delacroix ‏                 | 99                              |
| 193                             | Morné van Niekerk ‏              | لم يكمل السباق                  |
| 194                             | توماس شامبيون                   | 118                             |
| 195                             | Lucas Beneteau ‏                 | 50                              |
| 196                             | ألان ريو ‏                       | لم يكمل السباق                  |
| 197                             | Yohann Simon ‏                   | 55                              |

| Van Rysel–Roubaix ‏ VRR | Van Rysel–Roubaix ‏ VRR | Van Rysel–Roubaix ‏ VRR |
| ---------------------- | ---------------------- | ---------------------- |
| م                      | عداء                   | مرتبة                  |
| 201                    | Rait Ärm ‏              | لم يكمل السباق         |
| 202                    | Rémi Capron ‏           | 83                     |
| 203                    | Maxime Jarnet ‏         | 100                    |
| 204                    | Célestin Guillon ‏      | 84                     |
| 206                    | كيني مولي              | لم يكمل السباق         |
| 207                    | Maximilien Juillard ‏   | لم يكمل السباق         |

| CIC U Nantes Atlantique ‏ UCN | CIC U Nantes Atlantique ‏ UCN | CIC U Nantes Atlantique ‏ UCN |
| ---------------------------- | ---------------------------- | ---------------------------- |
| م                            | عداء                         | مرتبة                        |
| 211                          | FRA                          | لم يكمل السباق               |
| 212                          | Axel Mariault ‏               | 119                          |
| 213                          | Yaël Joalland ‏               | 23                           |
| 214                          | Joris Chaussinand ‏           | 101                          |
| 215                          | Antoine Hue ‏                 | لم يكمل السباق               |
| 216                          | Matisse Julien ‏              | لم يكمل السباق               |
| 217                          | Lenaïc Langella ‏             | 49                           |

| Nice Métropole Côte d'Azur ‏ NMC | Nice Métropole Côte d'Azur ‏ NMC | Nice Métropole Côte d'Azur ‏ NMC |
| ------------------------------- | ------------------------------- | ------------------------------- |
| م                               | عداء                            | مرتبة                           |
| 221                             | Jaakko Hänninen ‏                | لم يكمل السباق                  |
| 222                             | Damien Girard (cyclist) ‏        | 48                              |
| 223                             | Andrei Carbunarea‏               | لم يكمل السباق                  |
| 224                             | (Wikidata:Q233)                 | 36                              |
| 225                             | Dylan Massa‏                     | لم يكمل السباق                  |
| 226                             | Noah Knecht‏                     | لم يكمل السباق                  |

| UAE Team Emirates XRG UAD | UAE Team Emirates XRG UAD | UAE Team Emirates XRG UAD |
| ------------------------- | ------------------------- | ------------------------- |
| م                         | عداء                      | مرتبة                     |
| 1                         | خوان أيوسو                | 10                        |
| 2                         | براندون ماكنولتي          | 8                         |
| 3                         | Jan Christen ‏             | لم يكمل السباق            |
| 4                         | إسحاق ديل تورو ‏           | 34                        |
| 5                         | Igor Arrieta ‏             | 15                        |
| 6                         | Julius Johansen ‏          | 89                        |
| 7                         | SVK                       | 109                       |

| سويس ريسينغ أكادمي ‏ TUD | سويس ريسينغ أكادمي ‏ TUD | سويس ريسينغ أكادمي ‏ TUD |
| ----------------------- | ----------------------- | ----------------------- |
| م                       | عداء                    | مرتبة                   |
| 11                      | مارك هيرشي              | 24                      |
| 12                      | Marco Brenner ‏          | 2                       |
| 13                      | Yannis Voisard ‏         | 30                      |
| 14                      | Mathys Rondel ‏          | 44                      |
| 15                      | جاكوب أريكسون ‏          | 117                     |
| 16                      | لوكاس أريكسون           | 115                     |
| 17                      | Roland Thalmann ‏        | 73                      |

| Team Visma \| Lease a Bike TVL | Team Visma \| Lease a Bike TVL | Team Visma \| Lease a Bike TVL |
| ------------------------------ | ------------------------------ | ------------------------------ |
| م                              | عداء                           | مرتبة                          |
| 21                             | أتيلا فالتر                    | 32                             |
| 22                             | Cian Uijtdebroeks ‏             | 33                             |
| 23                             | Tijmen Graat ‏                  | 57                             |
| 24                             | Menno Huising ‏                 | 56                             |
| 25                             | ستيفن كرويسفيك                 | 72                             |
| 26                             | Ben Tulett ‏                    | 14                             |
| 27                             | GBR                            | 110                            |

| Soudal Quick-Step SOQ | Soudal Quick-Step SOQ   | Soudal Quick-Step SOQ |
| --------------------- | ----------------------- | --------------------- |
| م                     | عداء                    | مرتبة                 |
| 31                    | Valentin Paret-Peintre ‏ | 21                    |
| 32                    | Ilan Van Wilder ‏        | 22                    |
| 33                    | Junior Lecerf ‏          | 79                    |
| 34                    | Gianmarco Garofoli ‏     | 35                    |
| 35                    | Louis Vervaeke ‏         | 53                    |
| 36                    | Jonathan Vervenne ‏      | 116                   |
| 37                    | بيتر سيري               | 59                    |

| Lidl-Trek LTK | Lidl-Trek LTK     | Lidl-Trek LTK  |
| ------------- | ----------------- | -------------- |
| م             | عداء              | مرتبة          |
| 41            | Mattias Skjelmose | 6              |
| 42            | باوك موليما       | 96             |
| 43            | كوين سيمونز       | 75             |
| 44            | Andrea Bagioli ‏   | 19             |
| 45            | جوليان برنارد     | 95             |
| 46            | تاو غايغن هارت    | لم يكمل السباق |
| 47            | Otto Vergaerde ‏   | 76             |

| Groupama-FDJ GFC | Groupama-FDJ GFC          | Groupama-FDJ GFC |
| ---------------- | ------------------------- | ---------------- |
| م                | عداء                      | مرتبة            |
| 51               | فالنتين مادواس            | 29               |
| 52               | رومان جريجوار             | 1                |
| 53               | Guillaume Martin-Guyonnet | 12               |
| 54               | Tom Donnenwirth ‏          | لم يكمل السباق   |
| 55               | Enzo Paleni ‏              | 114              |
| 56               | ريمي كافانيا              | 94               |
| 57               | Baptiste Grégoire ‏        | لم يكمل السباق   |

| Lotto LOT | Lotto LOT              | Lotto LOT      |
| --------- | ---------------------- | -------------- |
| م         | عداء                   | مرتبة          |
| 61        | Logan Currie ‏          | 112            |
| 62        | إدواردو سيبولفيدا      | 39             |
| 63        | Lorenz Van de Wynkele ‏ | لم يكمل السباق |
| 64        | Henri Vandenabeele ‏    | 45             |
| 65        | روبن تومسون            | لم يكمل السباق |
| 66        | يوناس غريغارد          | 108            |

| Decathlon-AG2R La Mondiale DAT | Decathlon-AG2R La Mondiale DAT | Decathlon-AG2R La Mondiale DAT |
| ------------------------------ | ------------------------------ | ------------------------------ |
| م                              | عداء                           | مرتبة                          |
| 71                             | Aurélien Paret-Peintre ‏        | 13                             |
| 72                             | Clément Berthet ‏               | 54                             |
| 73                             | Bastien Tronchon ‏              | 77                             |
| 75                             | Nicolas Prodhomme ‏             | لم يكمل السباق                 |
| 76                             | Noa Isidore ‏                   | 80                             |
| 77                             | SUI                            | 78                             |

| EF Education-EasyPost EFE | EF Education-EasyPost EFE | EF Education-EasyPost EFE |
| ------------------------- | ------------------------- | ------------------------- |
| م                         | عداء                      | مرتبة                     |
| 82                        | Ben Healy (cyclist) ‏      | 103                       |
| 83                        | آرشي ريان ‏                | لم يكمل السباق            |
| 84                        | ألكساندر سيبيدا           | 46                        |
| 85                        | Samuele Battistella ‏      | لم يكمل السباق            |
| 86                        | Markel Beloki ‏            | لم يكمل السباق            |
| 87                        | Jack Rootkin-Gray ‏        | لم يكمل السباق            |

| Movistar Team MOV | Movistar Team MOV   | Movistar Team MOV |
| ----------------- | ------------------- | ----------------- |
| م                 | عداء                | مرتبة             |
| 91                | إنريك ماس           | 9                 |
| 92                | خافيير رومو ‏        | 7                 |
| 93                | Pelayo Sánchez ‏     | لم يكمل السباق    |
| 94                | Natnael Tesfatsion ‏ | 98                |
| 95                | دافيد فورمولو       | 47                |

| Intermarché-Wanty IWA | Intermarché-Wanty IWA | Intermarché-Wanty IWA |
| --------------------- | --------------------- | --------------------- |
| م                     | عداء                  | مرتبة                 |
| 101                   | Louis Barré ‏          | 11                    |
| 102                   | لويس مينتيس           | 90                    |
| 103                   | Kamiel Bonneu ‏        | 62                    |
| 104                   | Kobe Goossens ‏        | 37                    |
| 105                   | Francesco Busatto ‏    | لم يكمل السباق        |
| 106                   | Gerben Kuypers ‏       | 120                   |
| 107                   | Alexy Faure Prost ‏    | لم يكمل السباق        |

| Team Picnic-PostNL TPP | Team Picnic-PostNL TPP | Team Picnic-PostNL TPP |
| ---------------------- | ---------------------- | ---------------------- |
| م                      | عداء                   | مرتبة                  |
| 111                    | رومان بارديه           | 67                     |
| 113                    | وارن بارجويل           | 17                     |
| 114                    | كريس هاميلتون          | 38                     |
| 115                    | Robbe Dhondt ‏          | 58                     |
| 116                    | رومان كومبو            | 66                     |
| 117                    | Bjoern Koerdt ‏         | لم يكمل السباق         |

| Cofidis COF | Cofidis COF      | Cofidis COF    |
| ----------- | ---------------- | -------------- |
| م           | عداء             | مرتبة          |
| 121         | اليكس ارانبورو   | 16             |
| 122         | خيسوس هييرادة    | 113            |
| 123         | أنتوني بيريز     | 68             |
| 125         | Jonathan Lastra ‏ | 51             |
| 126         | Sam Maisonobe ‏   | 65             |
| 127         | Hugo Toumire ‏    | لم يكمل السباق |
| 127         | سيرجيو ساميتيير  | 87             |

| Arkéa-B&B Hotels ARK | Arkéa-B&B Hotels ARK     | Arkéa-B&B Hotels ARK |
| -------------------- | ------------------------ | -------------------- |
| م                    | عداء                     | مرتبة                |
| 131                  | كليمان فنتوريني          | 61                   |
| 132                  | Raúl García Pierna ‏      | 26                   |
| 133                  | Victor Guernalec ‏        | لم يكمل السباق       |
| 134                  | ميشيل رييس               | 40                   |
| 135                  | Embret Svestad-Bårdseng ‏ | 25                   |
| 136                  | Louis Rouland ‏           | 86                   |
| 136                  | Baptiste Poulard ‏        | 102                  |

| XDS Astana Team XAT | XDS Astana Team XAT  | XDS Astana Team XAT |
| ------------------- | -------------------- | ------------------- |
| م                   | عداء                 | مرتبة               |
| 141                 | كريستيان سكاروني ‏    | 5                   |
| 142                 | Clément Champoussin ‏ | 4                   |
| 143                 | لورينزو فورتوناتو    | 3                   |
| 144                 | Anthon Charmig ‏      | 74                  |
| 145                 | Nicola Conci ‏        | 31                  |
| 146                 | Darren van Bekkum ‏   | لم يكمل السباق      |
| 147                 | Simone Zanini‏        | 60                  |

| Israel-Premier Tech IPT | Israel-Premier Tech IPT | Israel-Premier Tech IPT |
| ----------------------- | ----------------------- | ----------------------- |
| م                       | عداء                    | مرتبة                   |
| 151                     | مايكل وودز              | 18                      |
| 152                     | Matthew Riccitello ‏     | 82                      |
| 153                     | Pier-André Côté ‏        | 105                     |
| 154                     | كريستس نيولاندز         | 81                      |
| 155                     | Floris Van Tricht ‏      | 70                      |
| 156                     | Nadav Raisberg ‏         | 106                     |
| 157                     | Viggo Moore ‏            | 111                     |

| Team TotalEnergies TEN | Team TotalEnergies TEN | Team TotalEnergies TEN |
| ---------------------- | ---------------------- | ---------------------- |
| م                      | عداء                   | مرتبة                  |
| 161                    | Jordan Jegat ‏          | 20                     |
| 162                    | Mathieu Burgaudeau ‏    | 28                     |
| 163                    | Mattéo Vercher ‏        | 63                     |
| 164                    | بيير لاتور             | 104                    |
| 165                    | توماس بونيت            | لم يكمل السباق         |
| 166                    | Alan Jousseaume ‏       | 92                     |
| 167                    | Nicola Marcerou ‏       | 41                     |

| فريق الدراجات Q36.5 ‏ Q36 | فريق الدراجات Q36.5 ‏ Q36 | فريق الدراجات Q36.5 ‏ Q36 |
| ------------------------ | ------------------------ | ------------------------ |
| م                        | عداء                     | مرتبة                    |
| 171                      | Harm Vanhoucke ‏          | 64                       |
| 172                      | ماتيو باديلاتي           | 93                       |
| 173                      | Marcel Camprubí ‏         | لم يكمل السباق           |
| 174                      | Sjoerd Bax ‏              | لم يكمل السباق           |
| 175                      | Walter Calzoni ‏          | 71                       |
| 176                      | Milan Vader ‏             | 43                       |
| 177                      | Xabier Azparren ‏         | 91                       |

| Unibet Tietema Rockets ‏ RKT | Unibet Tietema Rockets ‏ RKT | Unibet Tietema Rockets ‏ RKT |
| --------------------------- | --------------------------- | --------------------------- |
| م                           | عداء                        | مرتبة                       |
| 181                         | جيوفاني كاربوني             | 27                          |
| 182                         | أودد كريستيان إيكينغ        | 85                          |
| 183                         | Adrien Maire ‏               | 107                         |
| 184                         | Sergio Meris ‏               | 52                          |
| 185                         | Adam Ťoupalík ‏              | 97                          |
| 186                         | Killian Verschuren ‏         | 69                          |
| 187                         | Baptiste Huyet ‏             | 88                          |

| إتش بي بي تي بي – أوبير 93 ‏ AUB | إتش بي بي تي بي – أوبير 93 ‏ AUB | إتش بي بي تي بي – أوبير 93 ‏ AUB |
| ------------------------------- | ------------------------------- | ------------------------------- |
| م                               | عداء                            | مرتبة                           |
| 191                             | Nicolas Breuillard ‏             | 42                              |
| 192                             | Théo Delacroix ‏                 | 99                              |
| 193                             | Morné van Niekerk ‏              | لم يكمل السباق                  |
| 194                             | توماس شامبيون                   | 118                             |
| 195                             | Lucas Beneteau ‏                 | 50                              |
| 196                             | ألان ريو ‏                       | لم يكمل السباق                  |
| 197                             | Yohann Simon ‏                   | 55                              |

| Van Rysel–Roubaix ‏ VRR | Van Rysel–Roubaix ‏ VRR | Van Rysel–Roubaix ‏ VRR |
| ---------------------- | ---------------------- | ---------------------- |
| م                      | عداء                   | مرتبة                  |
| 201                    | Rait Ärm ‏              | لم يكمل السباق         |
| 202                    | Rémi Capron ‏           | 83                     |
| 203                    | Maxime Jarnet ‏         | 100                    |
| 204                    | Célestin Guillon ‏      | 84                     |
| 206                    | كيني مولي              | لم يكمل السباق         |
| 207                    | Maximilien Juillard ‏   | لم يكمل السباق         |

| CIC U Nantes Atlantique ‏ UCN | CIC U Nantes Atlantique ‏ UCN | CIC U Nantes Atlantique ‏ UCN |
| ---------------------------- | ---------------------------- | ---------------------------- |
| م                            | عداء                         | مرتبة                        |
| 211                          | FRA                          | لم يكمل السباق               |
| 212                          | Axel Mariault ‏               | 119                          |
| 213                          | Yaël Joalland ‏               | 23                           |
| 214                          | Joris Chaussinand ‏           | 101                          |
| 215                          | Antoine Hue ‏                 | لم يكمل السباق               |
| 216                          | Matisse Julien ‏              | لم يكمل السباق               |
| 217                          | Lenaïc Langella ‏             | 49                           |

| Nice Métropole Côte d'Azur ‏ NMC | Nice Métropole Côte d'Azur ‏ NMC | Nice Métropole Côte d'Azur ‏ NMC |
| ------------------------------- | ------------------------------- | ------------------------------- |
| م                               | عداء                            | مرتبة                           |
| 221                             | Jaakko Hänninen ‏                | لم يكمل السباق                  |
| 222                             | Damien Girard (cyclist) ‏        | 48                              |
| 223                             | Andrei Carbunarea‏               | لم يكمل السباق                  |
| 224                             | (Wikidata:Q233)                 | 36                              |
| 225                             | Dylan Massa‏                     | لم يكمل السباق                  |
| 226                             | Noah Knecht‏                     | لم يكمل السباق                  |

## التصنيف العام النهائي
| التصنيف العام | التصنيف العام        | التصنيف العام       | التصنيف العام | التصنيف العام |
| العداء        | العداء               | الفريق              | الوقت         |               |
| ------------- | -------------------- | ------------------- | ------------- | ------------- |
| 1             | رومان جريجوار        | إف دي جي            | 4 س 13 د 22 ث |               |
| 2             | Marco Brenner ‏       | سويس ريسينغ أكادمي ‏ | + 3 ث         |               |
| 3             | لورينزو فورتوناتو    | فريق آستانا         | + 3 ث         |               |
| 4             | Clément Champoussin ‏ | فريق آستانا         | + 7 ث         |               |
| 5             | كريستيان سكاروني ‏    | فريق آستانا         | + 7 ث         |               |
| 6             | ماتياس سكجلموس جنسن  | تريك سيغافريدو      | + 10 ث        |               |
| 7             | خافيير رومو ‏         | موفيستار            | + 22 ث        |               |
| 8             | براندون ماكنولتي     | فريق الإمارات       | + 22 ث        |               |
| 9             | إنريك ماس            | موفيستار            | + 31 ث        |               |
| 10            | خوان أيوسو           | فريق الإمارات       | + 41 ث        |               |
|               |                      |                     |               |               |
|               |                      |                     |               |               |